# Olaberria
Olaberria è un comune spagnolo di 904 abitanti situato nella comunità autonoma dei Paesi Baschi.